# Acoustic Live in Newcastle
«Acoustic Live in Newcastle» — другий концертний альбом британського музиканта Стінга. Випущений у 1991 році.

## Список композицій
1. «Mad About You» (Sting)
2. «Ain't No Sunshine» (Bill Withers)
3. «Island of Souls» (Sting)
4. «The Wild Wild Sea» (Sting)
5. «The Soul Cages» (Sting)